# Allondans
Allondans est une commune française située dans le département du Doubs, la région culturelle et historique de Franche-Comté et la région administrative Bourgogne-Franche-Comté.

## Géographie
Ce village (Ad Lundens en 1196) est encaissé entre trois collines et situé dans la vallée du Rupt, à proximité de Montbéliard.

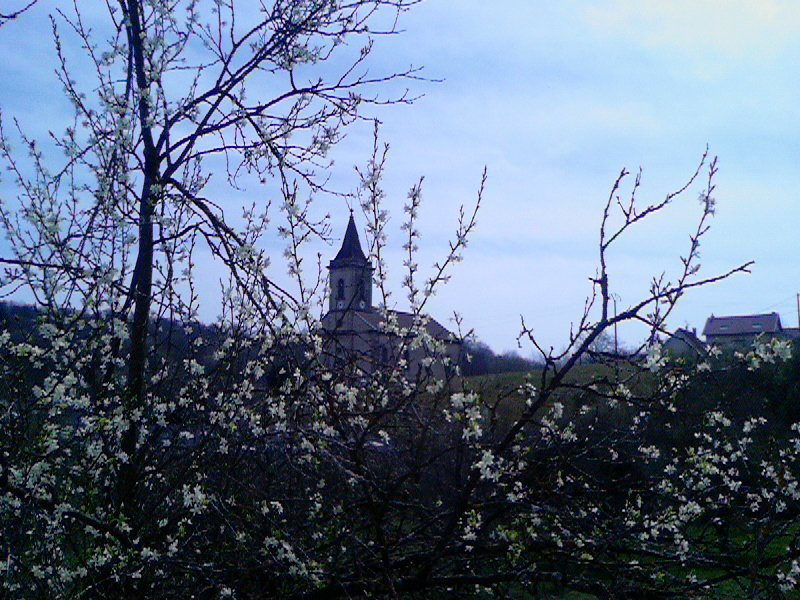
Temple d'Allondans.
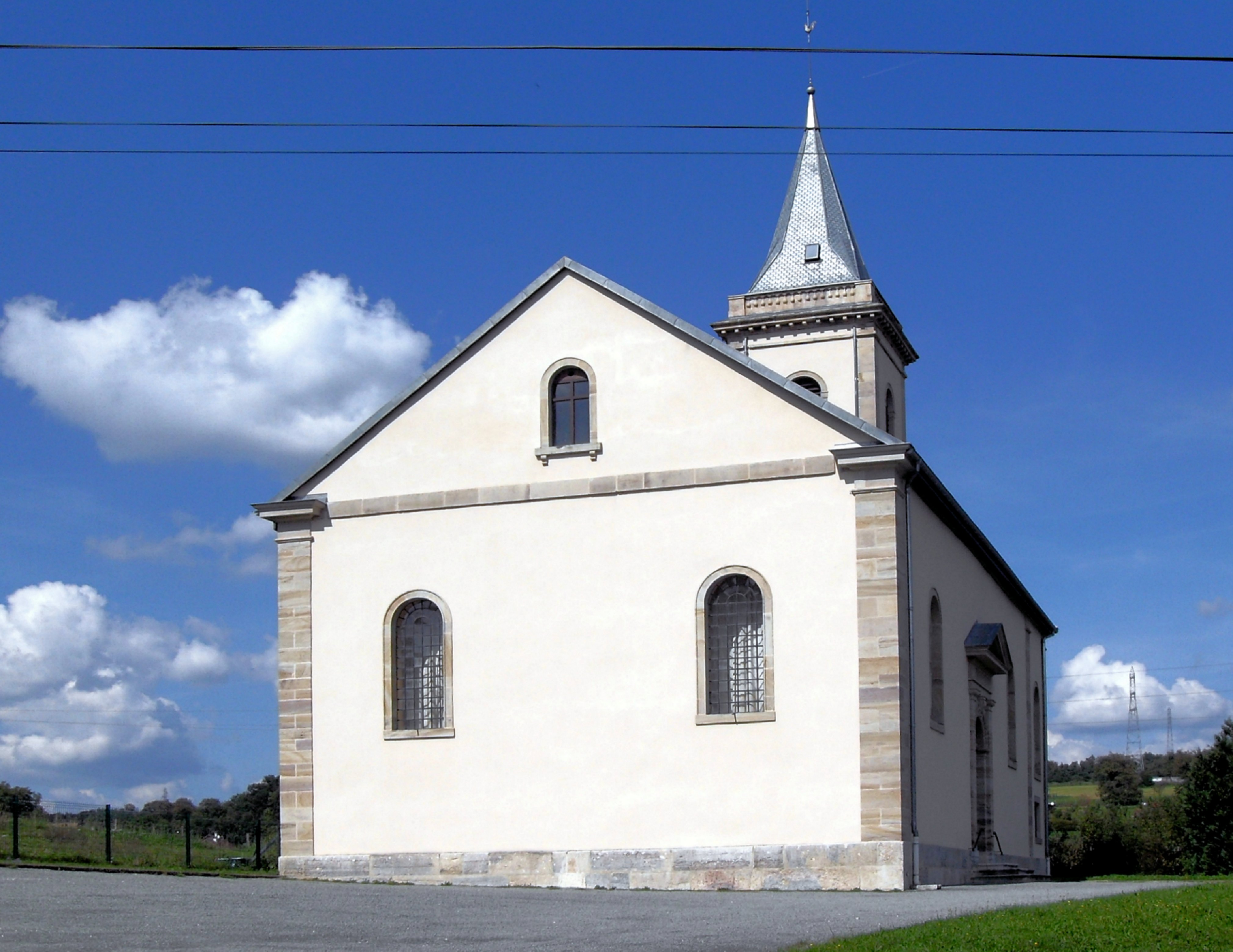

### Climat
Pour des articles plus généraux, voir Climat de la Bourgogne-Franche-Comté et Climat du Doubs.
En 2010, le climat de la commune est de type climat de montagne, selon une étude du Centre national de la recherche scientifique s'appuyant sur une série de données couvrant la période 1971-2000. En 2020, Météo-France publie une typologie des climats de la France métropolitaine dans laquelle la commune est exposée à un climat semi-continental et est dans une zone de transition entre les régions climatiques « Vosges » et « Jura ».
Pour la période 1971-2000, la température annuelle moyenne est de 9,6 °C, avec une amplitude thermique annuelle de 17,4 °C. Le cumul annuel moyen de précipitations est de 1 203 mm, avec 12,5 jours de précipitations en janvier et 10,6 jours en juillet. Pour la période 1991-2020, la température moyenne annuelle observée sur la station météorologique de Météo-France la plus proche, « Dorans », sur la commune de Dorans à 10 km à vol d'oiseau, est de 10,9 °C et le cumul annuel moyen de précipitations est de 974,0 mm. 
La température maximale relevée sur cette station est de 38,1 °C, atteinte le 24 juillet 2019 ; la température minimale est de −16 °C, atteinte le 20 décembre 2009,,.
Les paramètres climatiques de la commune ont été estimés pour le milieu du siècle (2041-2070) selon différents scénarios d'émission de gaz à effet de serre à partir des nouvelles projections climatiques de référence DRIAS-2020. Ils sont consultables sur un site dédié publié par Météo-France en novembre 2022.

## Urbanisme

### Typologie
Au 1er janvier 2024, Allondans est catégorisée commune rurale à habitat dispersé, selon la nouvelle grille communale de densité à 7 niveaux définie par l'Insee en 2022.
Elle est située hors unité urbaine. Par ailleurs la commune fait partie de l'aire d'attraction de Montbéliard, dont elle est une commune de la couronne,. Cette aire, qui regroupe 137 communes, est catégorisée dans les aires de 50 000 à moins de 200 000 habitants,.

### Occupation des sols
L'occupation des sols de la commune, telle qu'elle ressort de la base de données européenne d’occupation biophysique des sols Corine Land Cover (CLC), est marquée par l'importance des forêts et milieux semi-naturels (60,2 % en 2018), une proportion identique à celle de 1990 (60,2 %). La répartition détaillée en 2018 est la suivante : 
forêts (60,2 %), terres arables (26,5 %), zones urbanisées (5,2 %), zones agricoles hétérogènes (4,9 %), prairies (3,2 %). L'évolution de l’occupation des sols de la commune et de ses infrastructures peut être observée sur les différentes représentations cartographiques du territoire : la carte de Cassini (XVIIIe siècle), la carte d'état-major (1820-1866) et les cartes ou photos aériennes de l'IGN pour la période actuelle (1950 à aujourd'hui).

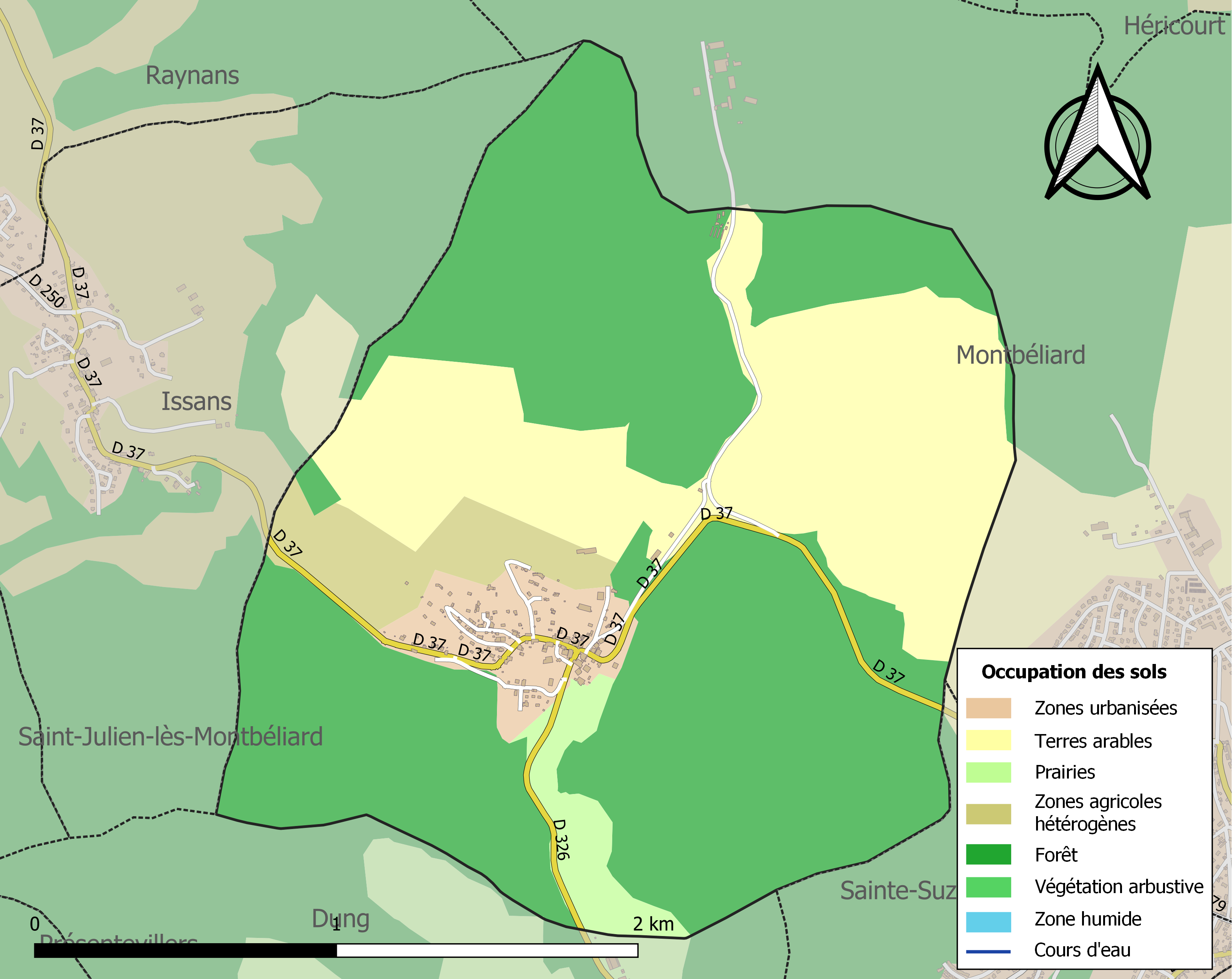
Carte des infrastructures et de l'occupation des sols de la commune en 2018 (CLC).

## Histoire
Le village est mentionné pour la première fois en 1196, sous le nom d'Ad Ludens.
À cette date, l'église collégiale de Saint-Maimboeuf possède des biens sur leur territoire, et le fief est tenu par Pierre de Montbéliard, vassal du comte du même nom.
En 1431, les habitants sont affranchis de la mainmorte par la comtesse Henriette de Montfaucon.
À la suite de la réforme introduite en 1541, Allondans est annexé à la grande paroisse de Saint-Julien.
Le village subit des ravages du passage des Guises en 1587,puis la Peste et la famine qui suivent la guerre de Trente Ans.
La commune est annexée à la France en 1793, et elle change quatre fois de département.
Elle est finalement intégrée dans le Doubs, et fait partie de l'éphémère canton de Désandans, avant d'être rattachée à celui de Montbéliard.

## Héraldique
| Blason de Allondans | Blason  | Coupé : au 1er de gueules à deux bars adossés d'or, au 2e d'azur au pont de trois arches d'or posé sur une rivière d'argent. |
| Blason de Allondans | Détails | Le statut officiel du blason reste à déterminer.                                                                             |

## Politique et administration
| Période                                  | Période                   | Identité                                     | Étiquette | Qualité       |
| ---------------------------------------- | ------------------------- | -------------------------------------------- | --------- | ------------- |
| 1995                                     |                           | René Javelot                                 |           |               |
| mars 2001                                | mars 2014                 | Jean-Claude Veronèse                         |           |               |
| mars 2014                                | En cours (au 23 mai 2020) | Agnès Martin Réélue pour le mandat 2020-2026 | DVD       | Fonctionnaire |
| Les données manquantes sont à compléter. |                           |                                              |           |               |

## Démographie
L'évolution du nombre d'habitants est connue à travers les recensements de la population effectués dans la commune depuis 1793. Pour les communes de moins de 10 000 habitants, une enquête de recensement portant sur toute la population est réalisée tous les cinq ans, les populations de référence des années intermédiaires étant quant à elles estimées par interpolation ou extrapolation. Pour la commune, le premier recensement exhaustif entrant dans le cadre du nouveau dispositif a été réalisé en 2006.

En 2022, la commune comptait 237 habitants, en évolution de −5,58 % par rapport à 2016 (Doubs : +1,88 %, France hors Mayotte : +2,11 %).
| 1793 | 1800 | 1806 | 1821 | 1831 | 1836 | 1841 | 1846 | 1851 |
| ---- | ---- | ---- | ---- | ---- | ---- | ---- | ---- | ---- |
| 190  | 214  | 212  | 185  | 223  | 222  | 232  | 239  | 242  |

| 1856 | 1861 | 1866 | 1872 | 1876 | 1881 | 1886 | 1891 | 1896 |
| ---- | ---- | ---- | ---- | ---- | ---- | ---- | ---- | ---- |
| 225  | 224  | 205  | 196  | 188  | 194  | 200  | 191  | 187  |

| 1901 | 1906 | 1911 | 1921 | 1926 | 1931 | 1936 | 1946 | 1954 |
| ---- | ---- | ---- | ---- | ---- | ---- | ---- | ---- | ---- |
| 165  | 143  | 147  | 140  | 141  | 137  | 135  | 127  | 151  |

| 1962 | 1968 | 1975 | 1982 | 1990 | 1999 | 2006 | 2011 | 2016 |
| ---- | ---- | ---- | ---- | ---- | ---- | ---- | ---- | ---- |
| 184  | 192  | 187  | 176  | 179  | 191  | 205  | 233  | 251  |

| 2021 | 2022 | - | - | - | - | - | - | - |
| ---- | ---- | - | - | - | - | - | - | - |
| 245  | 237  | - | - | - | - | - | - | - |

## Lieux et monuments

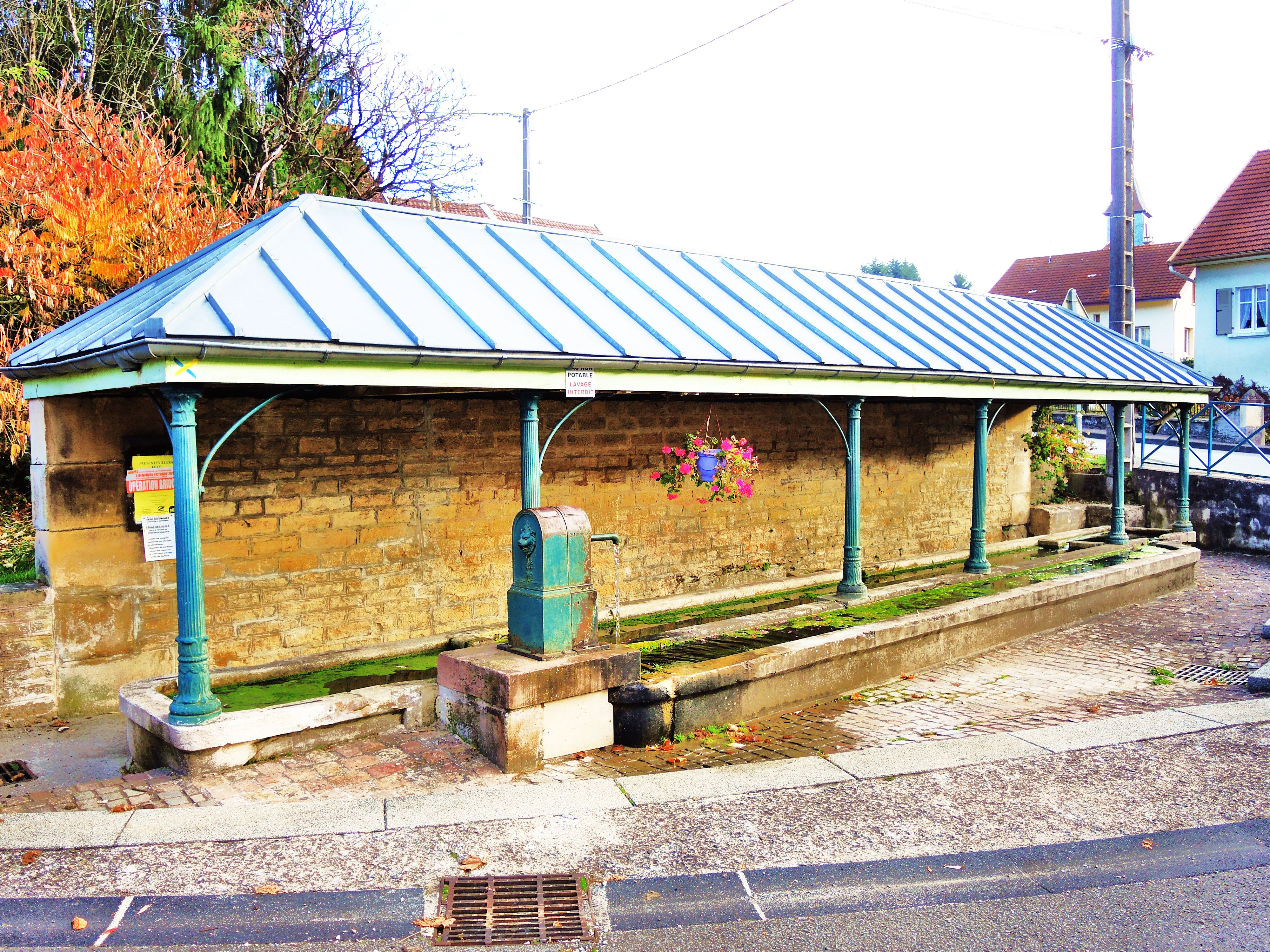
Fontaine-lavoir du haut du village.

- Fontaine-lavoir du bas du village.Fontaine-lavoir du haut du village.Le clocher de son temple protestant apparaît sur un promontoire lorsque l'on arrive de chacun des trois accès au village.

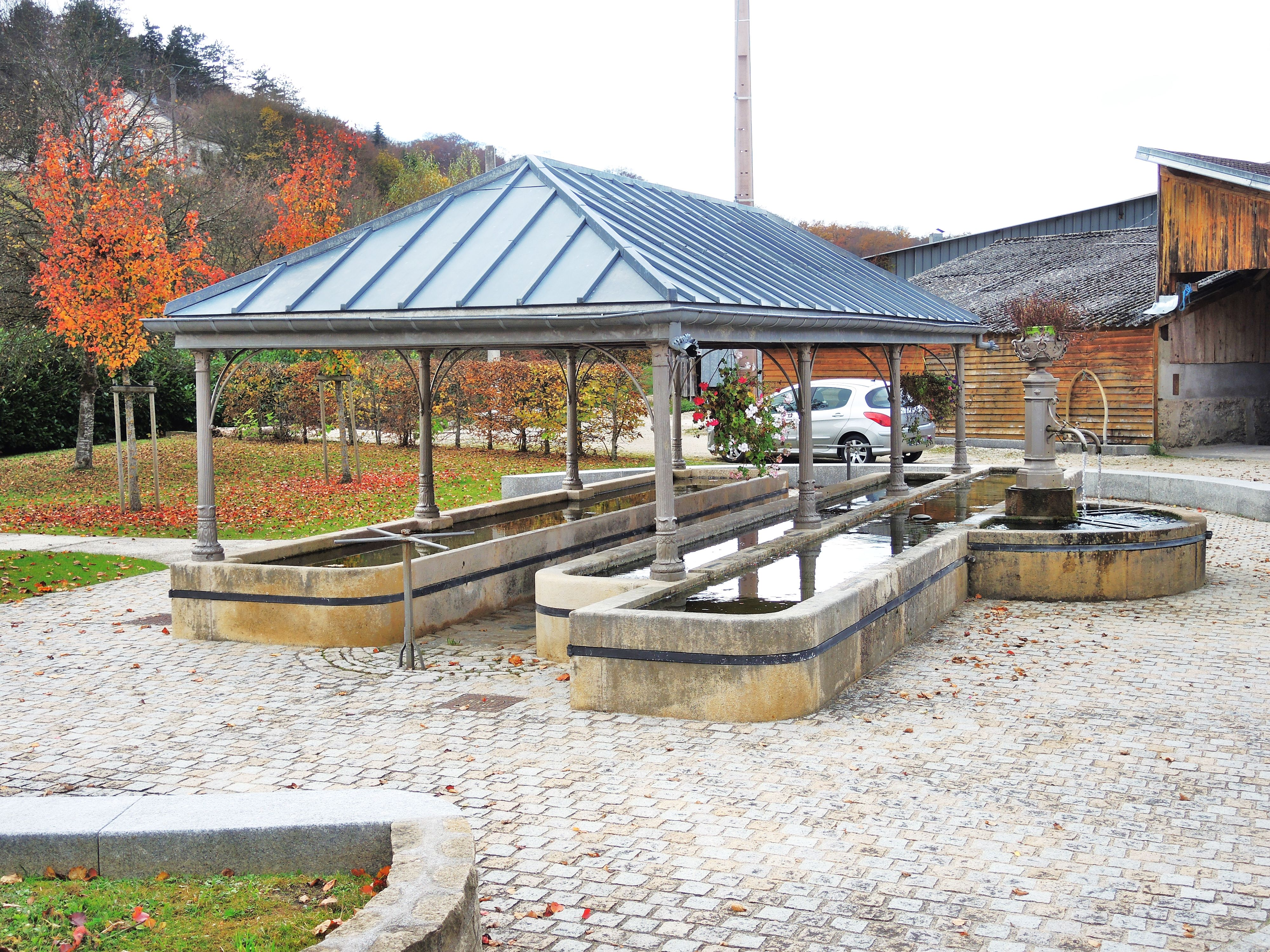
Fontaine-lavoir du bas du village.

- Le clocher de sa mairie situé au centre du village n'abrite plus l'école primaire, fermée par l'Académie depuis la rentrée 2009.
- Les fontaines, du haut et du bas du village.
- Le temple protestant perché sur la colline.

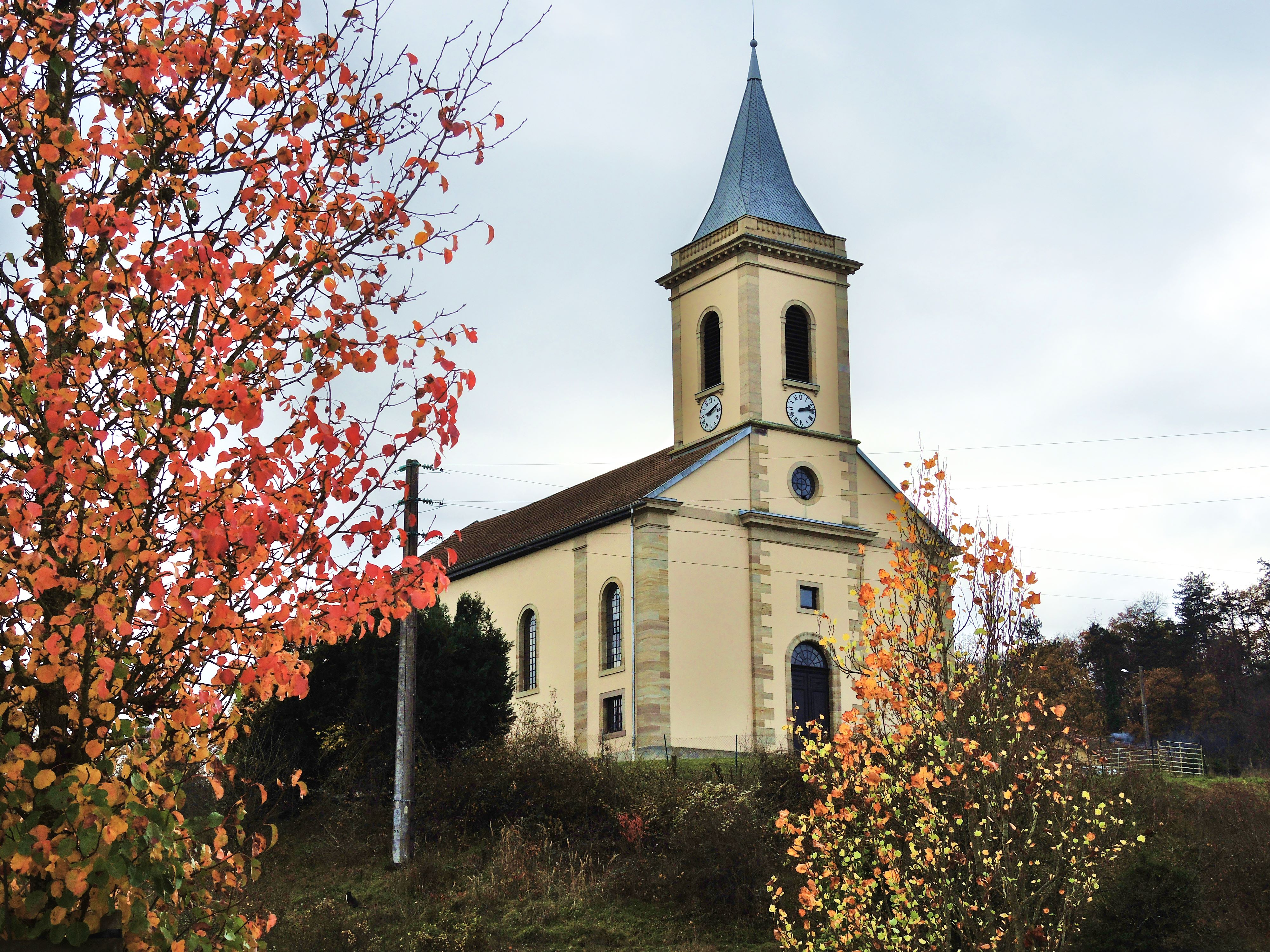
Le temple d'Allondans.

- Monument de la guerre de 1870 au cimetière.
- Le temple d'Allondans.Monument de la guerre de 1914-1918 dans le bas du village.
- Monument de la guerre 1939-1945 dans le bois d'Allondans.